# Bob Moses
Bob Moses (укр. Боб Мозес) — канадський електронний дует з міста Ванкувер. Гурт складається з Тома Хоуї та Джиммі Валланса.

## Історія

### Формування колективу
Хоуї та Валланс навчалися в одній школі, але були просто знайомими, незважаючи на однакові вподобання у музиці. Вони поверхнево займалися написанням музики в стилях каліфорнійського панку, мінімалістичної електроніки та гранжу, проте не разом.
Після закінчення школи, Валланс переїхав до Нью-Йорку, де працював на звукозаписній студії для німецького виконавця Метью Декая. Він почав свою кар'єру, роблячи музику в стилі транс та прогресивний хаус. У 18 років його ремікс на сигл «Buttons» був виданий студією «Ultra Records» в альбомі реміксів пісень співачки Sia. Після співпраці з Декаєм, Валланс почав працювати на співзасновника «Get Physical Music», Філіпа Юнга.
Хоуї продовжував співати та після одного року навчання  в Музичному коледжі Берклі в Бостоні, Массачусетс, він переїхав до Нью-Йорку. Хоуї був раніше в рок гурті «Coalition», що відомий своєю піснею «Snowboarding».
Валланс та Хоуї зустрілися на автомобільному паркінгу біля маркету «Lowe's» у Нью-Йорку. Раді, що побачили один одного в іншій країні, вирішили надалі проводити час разом. Вони почали створювати спільну музику на квартирі в Хоуї. Скоро вони вже жили разом, роблячи музику як гурт. Хлопці допомагали писати вокальні прийоми для однієї з пісень виконавця JUNG. Гурт експериментував з різними музичними напрямками, оскільки Хоуї раніше займався рок-музикою, а Валланс працював у стилі транс. Вони почали міксувати та поєднувати електронне та альтернативне звучання.
Після річної роботи на студії, дует показав команді лейблу «Scissor & Thread» свої напрацювання. Продюсери студії, Френсіс Гарріс та Ентоні Коллінс, зацікавилися дуетом та запропонували йому назву в честь відомого нью-йоркського міського планувальника ― Роберта Мозеса, який брав участь у створенні культових місць міста, таких як стадіон Ши в Квінсі та автострада Бруклін-Квінс.
Гурт випустив свій дебютний мініальбом «Hands to Hold» 12 жовтня 2012 року. Скоро після дебюту вийшов і другий «EP» за назвою «Far from the Tree». В 2014 році гурт підписав контракт з лейблом «Domino Records».

### Days Gone By (2015–2017)
Дебютний альбом за назвою «Days Gone By» вийшов 18 вересня 2015 року. Пісня «Tearing Me Up» стала найбільш популярною та навіть номінувалася на премію Греммі. Валленс розповів, що концепт пісні він уявив, коли обидвоє з них "проходили через щось цілком схоже" в романтичних стосунках. Хоуї повідомив, що частина пісні створена під натхненням від музичного біту в синглі «Rock and Roll Part 2» Гері Гліттерса, яка була випущена ще в 70-х роках.
19 серпня 2016 року гурт презентував спеціальне видання альбому «Days Gone By» за назвою «Never Enough». Альбом містить ремікси синглів «Like It or Not» та «Tearing Me Up»" від таких виконавців як A-Trak, RAC, Joris Voorn та Tale of Us. В альбомі є два нові бонусні треки ― «She Don't Mind» та «Here We Are», а також лайв-версії пісень «Tearing Me Up», «Before I Fall» та «Nothing At All».

### Battle Lines (2018)
14 вересня 2018 року гурт презентував свій другий альбом за назвою «Battle Lines».

## Дискографія
- Hands to Hold (мініальбом, жовтень 2012)
- Far from the Tree (мініальбом, жовтень 2013)
- First to Cry (мініальбом, червень 2014)
- All In All (20 квітня 2015, збірка перших трьох мінальбомів)
- Days Gone By (18 вересня 2015)
- Days Gone By: Never Enough Edition (19 серпня 2016)
- Battle Lines (14 вересня 2018)
- The Silence in Between (4 березня 2022)